# 中国人民解放军西南军区昆明市军事管制委员会

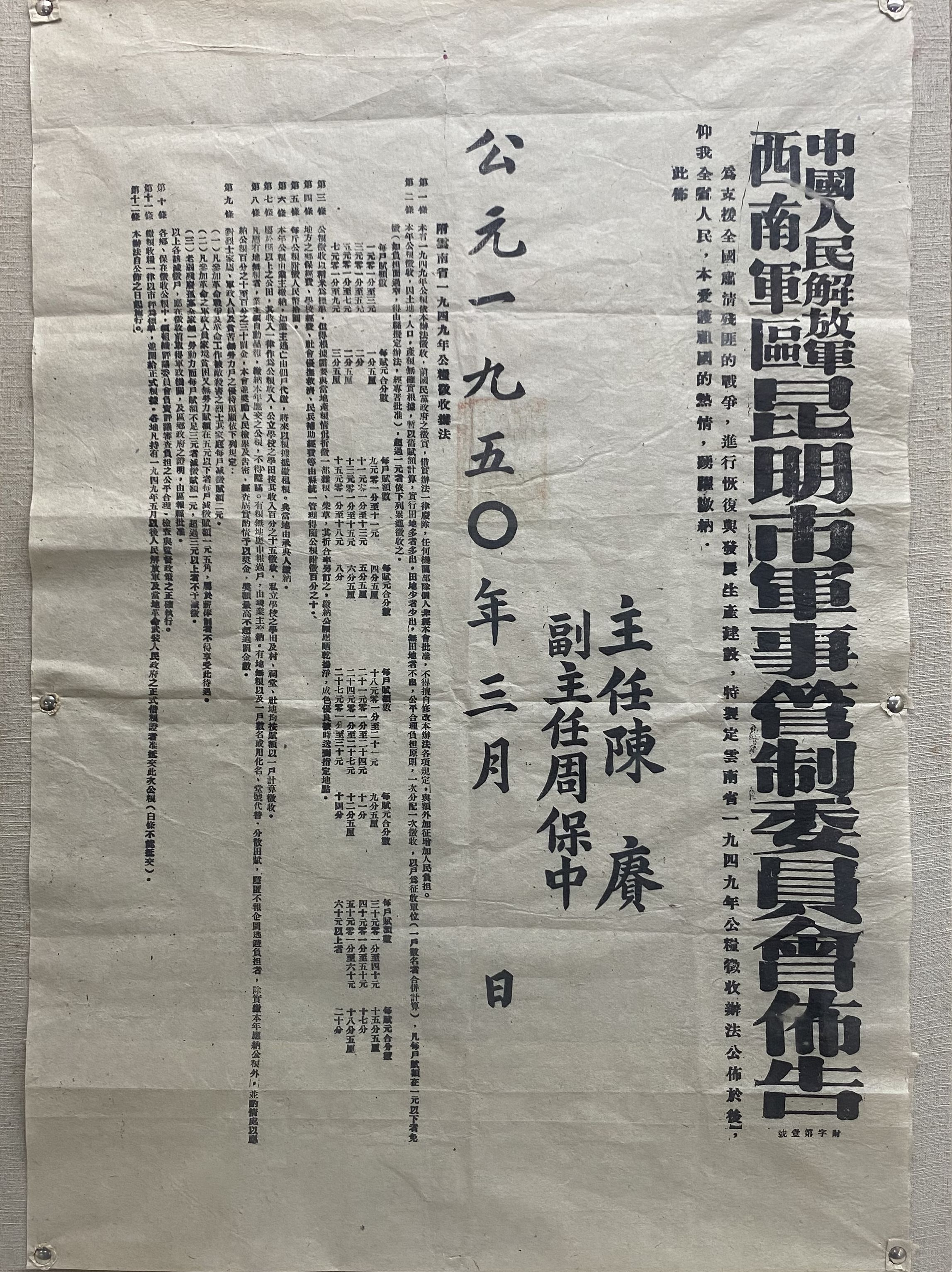
腾冲博物馆藏1950年3月昆明市军事管制委员会发布的一份布告

中国人民解放军西南军区昆明市军事管制委员会，简称昆明市军事管制委员会，是1950年3月建立的云南省级地方过渡行政机构，接收国民政府，实施军事管制，1950年10月成立云南省人民政府委员会。

## 历史
根据《中国人民政治协商会议共同纲领》的规定，“凡人民解放军初解放的地方，应一律实行军事管制”。1949年12月云南起义后，卢汉成立云南人民临时军政委员会，1950年2月20日中国人民解放军进入云南，21日，卢汉将政权移交给陈赓和宋任穷:434。1950年3月4日成立“中国人民解放军西南军区昆明市军事管制委员会”:294，西南军区委任陈赓为主任，周保中为副主任，对云南实行军事管制，接收国民党政权。实际上军管会同时接管了原云南省政府与昆明市政府的工作:284。1950年3月6日起，先后进驻、接管地方机关和国民政府驻滇的139个单位，接收军、政、公教人员5.5万多人，4月上旬结束工作:294。
接管后，军管会着手筹建省、市人民政府。1950年3月15日，中央人民政府政务院任命卢汉为云南省军政委员会主任，宋任穷、周保中为副主任，任命陈赓为云南省人民政府主席，周保中、张冲、杨文清为副主席:294。1950年10月30日，云南省人民政府委员会全体委员及各部门工作人员举行就职典礼，正式成立云南省人民政府委员会:290。1950年4月27日，昆明市举行第一届各界人民代表会议，组建昆明市人民政府委员会:290。军管会除保留名义，继续执行镇压反革命活动外，其他工作移交给省、市人民政府有关部门，随着社会秩序的恢复、公检法机关工作的加强，军管会的职能逐渐消失:290。1955年2月云南省人民代表大会选举产生云南省人民委员会后，昆明市军事管制委员会的名义才相应消失，但未正式宣布撤销:438。军管会公安部的名义依然保留，与云南省公安厅合署办公，至1960年才停止使用:438。

## 工作内容
军管会制定了《昆明市军事管制委员会条例》，规定有五项任务：:284
1. 实施人民政协共同纲领、中央人民政府的城市政策和中国人民解放军总部的约法八章以及西南军政委员会、西南军区的命令和指示；
2. 镇压反革命活动，肃清潜伏本市之反动残余，逮捕战犯及罪大恶极的反革命分子；
3. 领导本市人民建立革命秩序，并系统的成立人民的革命政权，推行新民主主义的政策；
4. 接收公共机关、产业、物资及其他公共财产，没收官僚资本；
5. 保护各界正当权利，恢复市政事业，保护守法的外侨生命财产之安全。

## 主要领导
军管会主任陈赓，副主任周保中，另有11名委员：郭天民、郑伯克、安恩溥、潘朔端、谷景生、谢崇文、曾恕怀、胡荣贵、陈盛年、万保邦、孙天霖。:285

## 下设机构
军管会下设有多个部门执行工作：:284-286
- 办公厅（秘书长马继孔，副秘书长张子斋、窦力新），下设行政处、秘书处、交际处
- 外侨事务处（处长刘柯）
- 公安部（部长刘子毅，副部长丁荣昌）
- 警备司令部（司令员郭天民，副司令员朱家璧、周学义）
- 政治部（政治委员谷景生，副政治委员雷起云）
- 市政府（负责人方章），下设秘书室、民政局、财政局、税务局、文教局、劳动局、公安局、卫生局、工商局、建设局、贸易公司、银行、合作社、人民法院
- 军事接管部（部长阎指征），下设陆军组、航空组、后勤组、 训练组
- 财经接管部（部长吴作民），下设财政组、税务组、盐务组、粮食组、金融组、贸易组
- 工业接管部（部长马继孔）
- 交通接管部（部长马逸飞），下设铁道组、公路组、邮政组、电讯组
- 政务接管部（部长潘朔端），下设行政组、司法组、共用组、农林水利组
- 卫生接管部（部长王抗搏）
- 文教接管部（部长袁勃），下设高等教育组、中小学组、社会教育组、新闻出版组、文物名胜管理组
- 房产物资管理委员会（负责人朱家璧）